# Moyuela
Moyuela és un municipi d'Aragó, situat a la província de Saragossa i enquadrat a la comarca del Camp de Belchite.

## Fills il·lustres
- Ángel Oliver Pina, (1937), compositor musical.